# 民主的细节
《民主的细节：美国当代政治观察随笔》（Details of Democracy）是留美作家刘瑜的专栏文章结集。全书通过讲述一个个美国社会的细节，将“美国的‘民主’”这一概念拆解开来，展现当代美国的政治、法律、经济、福利和教育等多个方面的图景。此书在中国大陆的销量已逾三十万册，并被《南方周末》、《新京报》、新浪网等媒体评为年度图书。

## 内容
全书分为五个部分，分别是：“权力制衡篇”、“公民社会篇”、“福利-平等篇”，“法治-自由篇”以及“人物篇”。

## 脚注
1. ↑  向继东、黎安选编. . 武汉: 长江文艺出版社. 2014年1月: 001. ISBN 9787535471109.
2. ↑  .   [2014-07-11]. （原始内容存档于2011-04-05）.